# Элленбергер, Джейк
Дже́йкоб Сти́вен Э́лленбергер (англ. Jacob Steven Ellenberger; 28 марта 1985, Омаха) — американский боец смешанного стиля, представитель полусредней весовой категории. Выступает на профессиональном уровне с 2005 года, известен по участию в турнирах таких бойцовских организаций как UFC, Bellator, M-1 Global, KOTC, IFL и др.

## Биография
Джейк Элленбергер родился 28 марта 1985 года в городе Омаха, штат Небраска. Ещё в школьные годы занимался борьбой вместе со своим братом-близнецом Джо, который впоследствии тоже стал довольно известным бойцом. Поступив в Небрасский университет в Омахе, состоял в университетской команде по борьбе, выступал на различных студенческих соревнованиях, в частности входил во второй дивизион Национальной ассоциации студенческого спорта. Увлёкся смешанными единоборствами под впечатлением от выступления своего друга в местном промоушене Victory Fighting Championships.

### Начало карьеры
Дебютировал в смешанных единоборствах в апреле 2005 года, победил своего соперника техническим нокаутом в первом же раунде. В течение года одержал двенадцать побед подряд, не потерпев при этом ни одного поражения, в том числе победил на турнире организации King of the Cage. Первое в карьере поражение потерпел в июне 2006 года на турнире IFL от соотечественника Джея Хирона. Уровень его оппозиции в этот период резко возрос, однако и победы стали чередоваться с проигрышами. Так, на турнире Bodog Fight в Санкт-Петербурге он единогласным решением судей уступил Деррику Ноублу, а в 2007 году после победы над Заком Лайтом проиграл сдачей бразильцу Делсону Элену. В 2008 году одержал две победы на турнирах M-1 Challenge в Японии и Южной Корее, затем одержал победу на турнире крупного американского промоушена Bellator.

### Ultimate Fighting Championship
Имея в послужном списке 21 победу и только 4 поражения, в 2009 году Элленбергер привлёк к себе внимание крупнейшей бойцовской организации мира Ultimate Fighting Championship. В дебютном поединке вышел в октагон вместо травмировавшегося Криса Лайтла против Карлоса Кондита и проиграл раздельным судейским решением. В дальнейшем, тем не менее, одержал в UFC шесть побед подряд, получил бонус за лучший нокаут вечера в бою с Джейком Шилдсом и бонус за лучший бой вечера, когда единогласным решением судей одолел Диего Санчеса.
В июне 2012 года Джейк Элленбергер потерпел ещё одно поражение в UFC, на сей раз техническим нокаутом от датчанина Мартина Кампманна, после чего взял реванш у Джея Хирона и нокаутировал Нейта Марквардта, получив бонус за лучший нокаут вечера. Вскоре после этого боя он подписал с организацией новый контракт, рассчитанный на шесть боёв, однако из этих шести боёв впоследствии он смог выиграть только два. Встречался с первыми номерами рейтинга полусреднего веса Рори Макдональдом и Робби Лоулером, но обоим проиграл, лишившись тем самым всяких шансов на участие в титульном бою.

## Статистика в профессиональном ММА
| Боёв 45  | Побед 31 | Поражений 14 |
| -------- | -------- | ------------ |
| Нокаутом | 19       | 6            |
| Сдачей   | 6        | 2            |
| Решением | 6        | 6            |

| Результат | Рекорд | Соперник            | Способ                  | Турнир                                               | Дата             | Раунд | Время | Место                   | Примечание                           |
| --------- | ------ | ------------------- | ----------------------- | ---------------------------------------------------- | ---------------- | ----- | ----- | ----------------------- | ------------------------------------ |
| Поражение | 31-15  | Брайан Барберена    | TKO (удары)             | UFC Fight Night: Gaethje vs. Vick                    | 25 августа 2018  | 1     | 2:26  | Линкольн, США           |                                      |
| Поражение | 31-14  | Бен Сондерс         | TKO (удары)             | UFC Fight Night: Rivera vs. Moraes                   | 1 июня 2018      | 1     | 1:56  | Ютика, США              |                                      |
| Поражение | 31-13  | Майк Перри          | KO (удар локтем)        | UFC Fight Night: Swanson vs. Lobov                   | 22 апреля 2017   | 2     | 1:05  | Нашвилл, США            |                                      |
| Поражение | 31-12  | Хорхе Масвидаль     | TKO (удары руками)      | The Ultimate Fighter: Tournament of Champions Finale | 3 декабря 2016   | 1     | 4:05  | Лас-Вегас, США          |                                      |
| Победа    | 31-11  | Мэтт Браун          | TKO (удары)             | UFC 201                                              | 30 июля 2016     | 1     | 1:46  | Атланта, США            | Лучшее выступление вечера.           |
| Поражение | 30-11  | Тарек Саффедин      | Единогласное решение    | UFC on Fox: Johnson vs. Bader                        | 30 января 2016   | 3     | 5:00  | Ньюарк, США             |                                      |
| Поражение | 30-10  | Стивен Томпсон      | KO (ногой с разворота)  | The Ultimate Fighter 21 Finale                       | 12 июля 2015     | 1     | 4:29  | Лас-Вегас, США          |                                      |
| Победа    | 30-9   | Джош Косчек         | Сдача (север-юг)        | UFC 184                                              | 28 февраля 2015  | 2     | 4:20  | Лос-Анджелес, США       | Лучшее выступление вечера.           |
| Поражение | 29-9   | Келвин Гастелум     | Сдача (удушение сзади)  | UFC 180                                              | 15 ноября 2014   | 1     | 4:46  | Мехико, Мексика         |                                      |
| Поражение | 29-8   | Робби Лоулер        | TKO (колено и руки)     | UFC 173                                              | 24 мая 2014      | 3     | 3:06  | Лас-Вегас, США          |                                      |
| Поражение | 29-7   | Рори Макдональд     | Единогласное решение    | UFC on Fox: Johnson vs. Moraga                       | 27 июля 2013     | 3     | 5:00  | Сиэтл, США              |                                      |
| Победа    | 29-6   | Нейт Марквардт      | KO (удары руками)       | UFC 158                                              | 16 марта 2013    | 1     | 3:00  | Монреаль, Канада        | Лучший нокаут вечера.                |
| Победа    | 28-6   | Джей Хирон          | Единогласное решение    | UFC on FX: Browne vs. Bigfoot                        | 5 октября 2012   | 3     | 5:00  | Миннеаполис, США        |                                      |
| Поражение | 27-6   | Мартин Кампманн     | TKO (удары коленями)    | The Ultimate Fighter 15 Finale                       | 1 июня 2012      | 2     | 1:40  | Лас-Вегас, США          |                                      |
| Победа    | 27-5   | Диего Санчес        | Единогласное решение    | UFC on Fuel TV: Sanchez vs. Ellenberger              | 15 февраля 2012  | 3     | 5:00  | Омаха, США              | Лучший бой вечера.                   |
| Победа    | 26-5   | Джейк Шилдс         | TKO (колено и руки)     | UFC Fight Night: Shields vs. Ellenberger             | 17 сентября 2011 | 1     | 0:53  | Новый Орлеан, США       | Лучший нокаут вечера.                |
| Победа    | 25-5   | Шон Пирсон          | KO (удары руками)       | UFC 129                                              | 30 апреля 2011   | 1     | 2:42  | Торонто, Канада         |                                      |
| Победа    | 24-5   | Карлус Эдуарду Роша | Раздельное решение      | UFC 126                                              | 5 февраля 2011   | 3     | 5:00  | Лас-Вегас, США          |                                      |
| Победа    | 23-5   | Джон Говард         | TKO (остановлен врачом) | UFC Live: Jones vs. Matyushenko                      | 1 августа 2010   | 3     | 2:21  | Сан-Диего, США          |                                      |
| Победа    | 22-5   | Майк Пайл           | TKO (удары руками)      | UFC 108                                              | 2 января 2010    | 2     | 0:22  | Лас-Вегас, США          |                                      |
| Поражение | 21-5   | Карлос Кондит       | Раздельное решение      | UFC Fight Night: Diaz vs. Guillard                   | 16 сентября 2009 | 3     | 5:00  | Оклахома-Сити, США      |                                      |
| Победа    | 21-4   | Марсело Алфайа      | KO (удар рукой)         | Bellator 11                                          | 12 июня 2009     | 1     | 0:42  | Анкасвилл, США          | Бой в промежуточном весе (175 lbs).  |
| Победа    | 20-4   | Брендан Сегуин      | Единогласное решение    | VFC 27: Mayhem                                       | 1 мая 2009       | 3     | 5:00  | Каунсил-Блафс, США      |                                      |
| Победа    | 19-4   | Ду Вон Се           | TKO (остановлен врачом) | M-1 Challenge 6: Korea                               | 29 августа 2008  | 2     | 3:04  | Сеул, Южная Корея       |                                      |
| Победа    | 18-4   | Фарук Лакебир       | Решение большинства     | M-1 Challenge 5: Japan                               | 17 июля 2008     | 2     | 5:00  | Токио, Япония           |                                      |
| Поражение | 17-4   | Рик Стори           | Единогласное решение    | SF 23: Heated Rivals                                 | 20 июня 2008     | 3     | 5:00  | Портленд, США           |                                      |
| Победа    | 17-3   | Пэт Хили            | Единогласное решение    | IFL: Las Vegas                                       | 29 февраля 2008  | 3     | 4:00  | Лас-Вегас, США          |                                      |
| Победа    | 16-3   | Жозе Ланди-Жонс     | KO (удар рукой)         | EFC 5: Revolution                                    | 3 ноября 2007    | 1     | 0:09  | Принс-Джордж, Канада    |                                      |
| Поражение | 15-3   | Делсон Элену        | Сдача (рычаг локтя)     | IFL: 2007 Team Championship Final                    | 20 сентября 2007 | 2     | 3:45  | Холливуд, США           |                                      |
| Победа    | 15-2   | Зак Лайт            | TKO (удары руками)      | Bodog Fight: Costa Rica Combat                       | 16 февраля 2007  | 1     | 3:51  | Сан-Хосе, Коста-Рика    |                                      |
| Победа    | 14-2   | Бен Укер            | TKO (удары руками)      | IFL: Championship Final                              | 29 декабря 2006  | 2     | 1:44  | Анкасвилл, США          | Бой в среднем весе.                  |
| Поражение | 13-2   | Деррик Ноубл        | Единогласное решение    | Bodog Fight: Clash of the Nations                    | 16 декабря 2006  | 3     | 5:00  | Санкт-Петербург, Россия |                                      |
| Победа    | 13-1   | Райан Стаут         | TKO (удары руками)      | IFC: Rumble on the River 2                           | 10 ноября 2006   | 2     | 4:06  | Карни, США              |                                      |
| Поражение | 12-1   | Джей Хирон          | Единогласное решение    | IFL: Championship 2006                               | 3 июня 2006      | 3     | 4:00  | Атлантик-Сити, США      |                                      |
| Победа    | 12-0   | Гил Кастильо        | TKO (удары руками)      | IFC: Caged Combat                                    | 1 апреля 2006    | 1     | 1:30  | Сакраменто, США         |                                      |
| Победа    | 11-0   | Кеннет Аллен        | Сдача (рычаг локтя)     | IFC: Rumble on the River                             | 11 марта 2006    | 1     | N/A   | Карни, США              |                                      |
| Победа    | 10-0   | Марк Бир            | TKO (остановлен врачом) | VFC 12: Warpath                                      | 25 февраля 2006  | 2     | N/A   | Каунсил-Блафс, США      | Врач остановил бой из-за рассечения. |
| Победа    | 9-0    | Лаверн Кларк        | Сдача (треугольник)     | KOTC 64: Raging Bull                                 | 16 декабря 2005  | 2     | 3:06  | Кливленд, США           |                                      |
| Победа    | 8-0    | Шон Хаффман         | Сдача (удары руками)    | VFC 11: Demolition                                   | 3 декабря 2005   | 3     | 0:22  | Каунсил-Блафс, США      |                                      |
| Победа    | 7-0    | Брайан Дейли        | TKO (удары руками)      | AFC 4: New Hitter                                    | 18 ноября 2005   | 1     | 1:31  | Омаха, США              |                                      |
| Победа    | 6-0    | Эван Боэмер         | KO (удары руками)       | Extreme Challenge 65                                 | 21 октября 2005  | 1     | 0:48  | Медайна, США            |                                      |
| Победа    | 5-0    | Брент Шепард        | KO (удар рукой)         | All Fighting Championships 3                         | 24 сентября 2005 | 1     | N/A   | Омаха, США              |                                      |
| Победа    | 4-0    | Дерик Рипли         | Сдача (удары руками)    | VFC 10: Championship X                               | 6 августа 2005   | 1     | 1:41  | Каунсил-Блафс, США      |                                      |
| Победа    | 3-0    | Брэд Фокс           | TKO (удары руками)      | ROF 17: Unstoppable                                  | 18 июня 2005     | 2     | 2:15  | Касл-Рок, США           |                                      |
| Победа    | 2-0    | Кори Симпсон        | Сдача (удушение)        | XKK: Des Moines                                      | 20 мая 2005      | 3     | N/A   | Де-Мойн, США            |                                      |
| Победа    | 1-0    | Кемерон Уэллс       | TKO (удары руками)      | AFC 1: Takedown                                      | 9 апреля 2005    | 1     | N/A   | Омаха, США              |                                      |